# Puente de la Boca
Puente de la Boca är en ort i Mexiko.   Den ligger i kommunen Tlalixcoyan och delstaten Veracruz, i den sydöstra delen av landet, 300 km öster om huvudstaden Mexico City. Puente de la Boca ligger 22 meter över havet och antalet invånare är 125.
Terrängen runt Puente de la Boca är mycket platt, och sluttar österut. Runt Puente de la Boca är det ganska tätbefolkat, med 56 invånare per kvadratkilometer. Närmaste större samhälle är Tlalixcoyan, 9,8 km nordost om Puente de la Boca. Trakten runt Puente de la Boca består till största delen av jordbruksmark.